# Macrolinus nicobaricus
Macrolinus nicobaricus es una especie de coleóptero de la familia Passalidae.

## Distribución geográfica
Habita en Nicobar (India).